# Dowództwo Taborów i Szefostwo Remontu
Dowództwo Taborów i Szefostwo Remontu – fachowy organ dowodzenia I wiceministra spraw wojskowych właściwy w sprawach organizacji pokojowej taborów (wojsk taborowych) i służby remontu, ich wyszkolenia oraz studiów i doświadczeń w zakresie tej broni i służby, wydawania regulaminów i instrukcji, opracowywania propozycji budżetowych, a także współpracy z innymi komórkami organizacyjnymi M.S.Wojsk. (w zakresie uzupełniania kadr, uzbrojenia, wyposażenia, zaopatrzenia), Sztabu Głównego WP (w zakresie przygotowań wojennych) i instytucjami spoza wojska (przede wszystkim Ministerstwem Rolnictwa).
Sprawowało merytoryczny nadzór nad szefostwami taborów i remontu DOK.
Dowództwo Taborów i Szefostwo Remontu powołane zostało 20 grudnia 1934 r. W jego skład włączony został Wydział VI Taborowy z Departamentu Intendentury i Wydział III Koni i Środków Przewozowych z Departamentu Uzupełnień. 
Dowódcą taborów i szefem remontu mianowany został płk kaw. Stefan Dembiński. Pozostawał on na tym stanowisku do września 1939 r. 

## Organizacja i obsada personalna Dowództwa Taborów i Szefostwa Remontu w latach 1934-1939
Organizacja i obsada personalna Dowództwa Taborów i Szefostwa Remontu w marcu 1939
- dowódca taborów i szef remontu – płk kaw. / gen. bryg. Stefan Dembiński
- zastępca dowódcy taborów i szefa remontu – ppłk tab. Karol Wollen
- adiutant – rtm. (adm.) Zygmunt Sałasz
- Wydział Ogólny
  - szef wydziału - ppłk dypl. kaw. Witold Czaykowski
  - kierownik referatu - mjr tab. Stanisław Rzewiński
  - kierownik referatu - rtm. (adm.) Bolesław Wolicki
  - kierownik referatu - kpt. tab. Kazimierz Franciszek Merka
- Wydział Taborów
  - szef wydziału – ppłk tab. Stefan Józef Michura
  - kierownik referatu administracji rezerw koni i wozów – kpt. adm. (art.) Franciszek Janton
  - kierownik referatu – kpt. tab. Mieczysław Łyżwiński
  - referent – rtm. (adm.) Zygmunt Sałasz
- Samodzielny Referat Administracji Koni i Wozów
  - kierownik referatu – ppłk dypl. kaw. Tadeusz Józef Jezierski

1 maja 1939 r. korpus oficerów taborowych w służbie czynnej liczył 205 oficerów, w tym: 5 podpułkowników, 23 majorów, 153 kapitanów i 24 poruczników.
Służba remontu nie posiadała własnego korpusu osobowego. Personel tej służby stanowili żołnierze przydzieleni z innych broni (kawalerii, artylerii i taborów).
Z chwilą utworzenia Dowództwa Taborów i Szefostwa Remontu, dowódcy taborów i szefowi remontu podporządkowane zostały bezpośrednio:
- Kierownictwo Zaopatrzenia Taborowego w Warszawie
- Główna Składnica Taborowa w Warszawie
- dowódcy dywizjonów taborów i komendanci kadr dywizjonów taborów pełniący równocześnie funkcję szefów taborów poszczególnych Dowództw Okręgów Korpusów:
  - Kadra 1 Dywizjonu Taborów w Warszawie (później w Małkini)
  - Kadra 2 Dywizjonu Taborów w Lublinie (później w Tomaszowie Lubelskim)
  - Kadra 3 Dywizjonu Taborów w Sokółce
  - Kadra 4 Dywizjonu Taborów w Łęczycy (przeniesiona z Łodzi)
  - 5 Dywizjon Taborów w Bochni
  - Kadra 6 Dywizjonu Taborów we Lwowie (później w Jaworowie)
  - Kadra 7 Dywizjonu Taborów w Poznaniu (później w Koninie)
  - Kadra 8 Dywizjonu Taborów w Toruniu (później w Lipnie)
  - Kadra 9 Dywizjonu Taborów w Brześciu
  - 10 Dywizjon Taborów w Przemyślu (później w Radymnie)
- Rejonowi Inspektorzy Koni:

oraz pośrednio referaty koni w wydziałach mobilizacji i uzupełnień sztabów DOK.
W lipcu 1938 r., w okręgach korpusów, odtworzone zostały szefostwa taborów. W maju następnego roku szefostwa taborów włączone zostały w skład poszczególnych DOK. W tym samym czasie referaty koni przemianowane zostały na referaty koni i środków przewozowych i podporządkowane szefom wydziałów mobilizacji sztabów DOK.

## Tabory w kampanii wrześniowej
Z chwilą rozpoczęcia kampanii wrześniowej ze składu osobowego Dowództwa Taborów i Szefostwa Remontu wyłoniono Szefostwo Taborów i Remontu Sztabu Naczelnego Wodza. Naczelnym szefem taborów i remontu mianowany został mjr tab. Albin Nowotny. Podlegał on bezpośrednio naczelnemu kwatermistrzowi – III zastępcy szefa Sztabu NW (płk dypl. Józef Wiatr) i miał kierować taborami i służbami remontu w polu (na obszarze wojennym), za pośrednictwem szefów taborów i remontu armii (samodzielnych grup operacyjnych):
- Armia „Modlin” – mjr tab. Józef Zając
- Armia „Pomorze” – ?
- Armia „Poznań” – ?
- Armia „Łódź” – ?
- Armia „Kraków” – ?
- Armia „Karpaty” – mjr tab. Stanisław Tutaj
- Armia „Prusy” – ?
- Samodzielna Grupa Operacyjna „Narew” – mjr tab. Jan Mach

Jednostkami taborów i służby remontowej w polu były:
- w dywizji piechoty
  - 2 dowództwa grup marszowych służb typ II
  - 8 kolumn taborowych jedno lub parokonnych
  - warsztat taborowy parkokonny
  - pluton taborowy

- w brygadzie kawalerii
  - 6 kolumn taborowych jedno lub parokonnych
  - warsztat taborowy

- w armii (SGO):
  - 3 dowództwa grup marszowych służb typ I
  - 6-10 kolumn taborowych jedno lub parokonnych
  - pluton taborowy parokonny
  - park taborowy
  - zapas koni
- Odwód Naczelnego Wodza
  - 40 kolumn taborowych jedno lub parokonnych

Jednostkami taborów i służby remontowej na obszarze kraju:
- Kierownictwo Zaopatrzenia Taborowego w Warszawie
- Kierownictwo Remontu
- Główna Składnica Taborowa w Warszawie
- Okręgowe Składnice Taborowe Nr 1 – 10
- Zbiornica Taborowa Nr 1 w Tomaszowie Lubelskim
- Zbiornica Taborowa Nr 2 w Radymnie
- Ośrodek Zapasowy Taborów Nr 1 w Bochni
- Ośrodek Zapasowy Taborów Nr 2 w Radymnie

Dywizjony taborów i kadry dywizjonów taborów z chwilą zakończenia mobilizacji oraz przekazania nadwyżek do ośrodków zapasowych ulegały rozformowaniu.

## Kierownicze organa Wojsk Taborowych 1918-1921
Pierwsze kierownicze organa Wojsk Taborowych i służby remontu Wojska Polskiego zorganizowane zostały 10 grudnia 1918 r. w strukturze Ministerstwa Spraw Wojskowych.
W Departamencie I Mobilizacyjno-Organizacyjnym powstała wówczas Sekcja Remontu z szefem płk. Stefanem Suszyńskim, natomiast w Departamencie IV Gospodarczym utworzono Sekcję Taborów (Materiałów Trenowych) z szefem mjr. Aureliuszem Passella.
9 marca 1919 r. nastąpił szczegółowy rozdział kompetencji pomiędzy Ministerstwem Spraw
Wojskowych a Naczelnym Dowództwem WP. Naczelnemu Dowództwu WP podlegały
wszystkie dowództwa, formacje i zakłady położone na obszarze wojennym, a Ministerstwu
Spraw Wojskowych – wszystkie pozostałe instytucje i jednostki wojskowe. Następnego dnia ziemie polskie zostały podzielone na obszar wojenny i kraj.
Powyższe zarządzenia sankcjonowały funkcjonowanie równorzędnych komórek organizacyjnych w Sztabie Generalnym WP i Ministerstwie Spraw Wojskowych. W tym pierwszym, w dniu 4 lutego 1919 r. utworzone zostało Kwatermistrzostwo Naczelnego Dowództwa, a w jego składzie Referat Taborowy. 13 lutego 1919 r. z połączenia Kwatermistrzostwa z Oddziałem IV Technicznym i Oddziałem V Demobilizacyjnym SG WP zorganizowany został Oddział IV Kwatermistrzowski Naczelnego Dowództwa WP, który pełnił funkcję Głównego Kwatermistrzostwa przy NDWP. W oddziale tym funkcjonowała Sekcja Taborowo-Weterynaryjna. 11 maja 1919 r., w wyniku przeprowadzonej reorganizacji ND WP w Oddziale IV z dotychczasowej Sekcji Taborowo-Weterynaryjnej utworzono dwie odrębne komórki:
- Sekcję 6 Taborów i Koni – ppor. Antoni Chocieszyński,
- Sekcję 8 Weterynaryjną – mjr Maksymilian Kowalewski.

W lutym 1920 r. Oddział IV Kwatermistrzowski przekształcony został w Oddział IV Etapowy. W składzie Oddziału IV Etapowego pozostała Sekcja Taborów i Koni – mjr Artur Rössner.
25 kwietnia 1919 r. w M.S.Wojsk. zdecydowano się utworzyć nową komórkę organizacyjną – Departament XI dla Spraw Koni i Taborów. W jego skład weszły sekcje: Remontu i Weterynaryjna (wydzielone z Departamentu I Mobilizacyjno-Organizacyjnego) oraz Taborowa (wydzielona z Departamentu IV Gospodarczego). 14 czerwca 1914 r. zmieniony został numer departamentu z XI na VIII.
Struktura organizacyjna i obsada personalna Departament XI dla Spraw Koni i Taborów:
- szef – gen. ppor. Zygmunt Łempicki
- zastępca szefa – płk Stefan Suszyński
- Sekcja I Remontu – płk Stefan Suszyński
- Sekcja II Taborowa – mjr Aureliusz Passella
- Sekcja III Weterynaryjna – ppłk Józef Gabriel Malewski

20 maja 1919 r. powołano do życia Inspektorat Wojsk Taborowych. Na stanowisko inspektora wojsk taborowych wyznaczony został mjr Aureliusz Passela. Podlegał on II wiceministrowi spraw wojskowych, posiadał uprawienia dyscyplinarne dowódcy brygady i kompetencje zbliżone do generalnych inspektorów. Podlegało mu:
- Dowództwo Szkół Taborowych
  - Szkoła Podchorążych Wojsk Taborowych w Warszawie,
  - Szkoła Podoficerska Wojsk Taborowych w Warszawie.

Również 20 maja 1919 r. Sekcja III Weterynaryjna wyłączona została z Departamentu XI i podporządkowana bezpośrednio ministrowi spraw wojskowych.
1 marca 1920 r. weszła w życie nowa organizacja Ministerstwa Spraw Wojskowych zgodnie, z którą między innymi:
- Departament VIII dla Spraw Koni i Taborów przeformowany został w Departament IV Koni,
- utworzony został Departament I Broni Głównych i Wojsk Taborowych
- Sekcja I Remontu włączona została do Departamentu IV jako Sekcja I Remontu,
- Sekcja II Taborowa włączona została do Departamentu I Broni Głównych i Wojsk Taborowych jako Sekcja IV Taborowa
- Sekcja Weterynaryjna włączona została do Departamentu IV jako Sekcja II Weterynaryjna,
- Inspektorat Wojsk Taborowych włączony został do Departamentu I Broni Głównych i Wojsk Taborowych.

Struktura organizacyjna i obsada personalna Departamentu IV Spraw Koni:
- szef – gen. ppor. Aleksander Pajewski
- Sekcja I Remontu
  - szef – ppłk kaw. Władysław Oksza-Orzechowski (do 13 IV 1920)
  - szef – ppłk kaw. August Brochwicz-Donimirski (od 13 IV 1920)
- Sekcja II Weterynaryjna – płk Józef Gabriel Malewski

Szefem Sekcji IV Taborowej mianowany został płk Aureliusz Passella.
W lutym 1920 r. zlikwidowany został Inspektorat Wojsk Taborowych.
W okresie od 13 listopada 1920 r. do 1 kwietnia 1921 r. w Ministerstwie Spraw Wojskowych funkcjonowała Ekspozytura M.S.Wojsk. dla Spraw Demobilizacji frontu. W jej składzie znajdował się Oddział IV z Sekcją Taborów i Koni. Po zakończeniu prac demobilizacyjnych personel Sekcji Taborów i Koni włączono do Departamentu I Broni Głównych i Wojsk Taborowych.

## Obsada personalna Wojsk Taborowych w 1920 r.
Poniżej przedstawiono obsadę personalną niektórych stanowisk służbowych w Wojskach Taborowych (obok nazwiska, w nawiasach, podano pochodzenie oficera: LP – Legiony Polskie 1914-1918, CK – Cesarska i Królewska Armia, AR – Armia Imperium Rosyjskiego, AN – Armia Cesarstwa Niemieckiego)
- p.o. szefa Sekcji IV Taborowej Departamentu I Broni Głównych i Wojsk Taborowych – płk tab. Aureliusz Passella (LP) od 14 IV 1920 r.

- dowódca Taborów DOG Poznań – płk tab. Wiktor Raczyński (CK)
- dowódca Taborów DOG Pomorze – mjr tab. Wincenty Kluska (CK)
- dowódca Taborów DOG Lwów – mjr tab. Julian Padiak (CK)

- dowódca byłego Szwadronu Zapasowego Taborów – płk tab. Feliks Schlarb (CK)
- płk tab. Feliks Siarkiewicz (CK)
- 1 Szwadron Zapasowy Taborów w Warszawie – mjr tab. Edmund Schäffer (CK)
- 2 Szwadron Zapasowy Taborów – ppłk Edward Terlecki (LP)
- 3 Szwadron Zapasowy Taborów w Kielcach
- 3 Szwadron Zapasowy Taborów w Grodnie – kpt. art. / mjr tab. Jan Kostrzewski (CK)
- 4 Szwadron Zapasowy Taborów w Łodzi – ppłk tab. Witold Płatuski (CK)
- 5 Szwadron Zapasowy Taborów w Krakowie – mjr tab. Alfred Uleniecki (CK)
- 6 Szwadron Zapasowy Taborów w Przemyślu
- 7 Szwadron Zapasowy Taborów w Poznaniu
  - rtm. tab. Nicefor Siciński
- 9 Szwadron Zapasowy Taborów w Grodnie – kpt. art. / mjr tab. Jan Kostrzewski (CK)

- Dowództwo Szkół Taborowych
  - dowódca Szkoły Podchorążych Taborowych – mjr tab. Erwin Rössner
  - Szkoła Podoficerów Taborowych

- dowódca Kolumny Przewozowej Nr 1 – ?
- dowódca Kolumny Przewozowej Nr 2 w Warszawie – ppor. tab. Leopold Dębski
- dowódca Kolumny Przewozowej Nr 3 – ?

- dowódca Głównej Składnicy (Zbiornicy) Taborowej M.S.Wojsk. w Tarnowie – ppłk Władysław Kicki
- dowódca Stacji Odpoczynku dla Koni w Chodorowie – płk Kazimierz Łączyński
- Stacja Odpoczynku dla Koni w Radymnie
- Wojskowa Fabryka Wozów w Krakowie-Grzegórzkach
- Wojskowa Fabryka Wozów w Kielcach
- komendant Wojskowej Fabryki Wozów we Lwowie – por. Karol Gruszecki

- Dowództwo Taborów przy Dowództwie na Galicję Wschodnią
- kierownik Referatu Taborowego Frontu Podolskiego:
  - rtm. tab. Erwin Rössner (do III 1920)
  - rtm. tab. Władysław Czermak (od III 1920)
- referent Referatu Taborowego Frontu Wielkopolskiego – ppor. piech. Stanisław Jarosz
- kierownik Referatu Taborowego 1 Armii – mjr tab. Leon Szubert
- kierownik Referatu Taborowego 2 Armii – ?
- kierownik Referatu Taborowego 3 Armii – ?
- kierownik Referatu Taborowego 4 Armii – mjr tab. Artur Rössner
- kierownik Referatu Taborowego 5 Armii – ?
- kierownik Referatu Taborowego 6 Armii – mjr tab. Władysław Czermak (CK)
- kierownik Referatu Taborowego 7 Armii – ?

- dowódca Taborów 1 Dywizji Piechoty Legionów – por. Stefan Stolarski
- dowódca Taborów 6 Dywizji Piechoty – kpt. art. / mjr tab. Jan Nowakowski (CK)
- dowódca Taborów 14 Dywizji Piechoty – por. Józef Mroczkiewicz
- dowódca Taborów 15 Dywizji Piechoty – por. kaw. Feliks Stawski
- dowódca Taborów 16 Dywizji Piechoty – ppłk dr Konrad Siudowski (AN)
- dowódca Taborów 17 Dywizji Piechoty – ppor. w. techn. [Wojska Techniczne] Józef Wadyński
- kierownik Referatu Taborowego Grupy gen. Krajowskiego – por. Leon Michalewski
- dowódca Taborów Dywizji Ochotniczej
- dowódca Taborów 1 Dywizji Litewsko-Białoruskiej
- dowódca Taborów 2 Dywizji Litewsko-Białoruskiej – kpt. piech. / tab. Zygmunt Bogusz
- dowódca Taborów Dywizji Górskiej – mjr tab. Wawrzyniec Typrowicz (CK)

## Kierownicze organa Wojsk Taborowych 1921-1934
10 sierpnia 1921 r. wprowadzona została pokojowa organizacja Ministerstwa Spraw Wojskowych. W związku z powyższym dokonano szeregu zmian organizacyjnych i personalnych, a w tym:
- zlikwidowano:
  - Departament I Broni Głównych i Wojsk Taborowych,
  - Departament IV Koni,
  - Departament V Uzbrojenia,
- powołano:
  - Departament I Piechoty,
  - Departament II Jazdy,
  - Departament III Artylerii i Służby Uzbrojenia,
  - Departament V Spraw Poborowych,
- do nowo utworzonych departamentów włączono:
  - Sekcję I Remontu Departamentu IV Koni do Departamentu V Spraw Poborowych jako Wydział II Remontu,
  - Sekcję II Weterynaryjną Departamentu IV Koni do Departamentu II Jazdy jako Wydział III Służby Weterynaryjnej,
  - Sekcję IV Taborową Departamentu I Broni Głównych i Wojsk Taborowych do Departamentu II Jazdy jako Wydział II Wojsk Taborowych,

Departament II Jazdy mieścił się w Pałacu Mostowskich w Warszawie. 29 kwietnia 1924 r. został przemianowany na Departament Kawalerii. Natomiast Departament V Spraw Poborowych miał swoją siedzibę w Warszawie przy ul. Królewskiej 35.
9 sierpnia 1923 r. zlikwidowany został Departament V Spraw Poborowych, a jego Wydział II Remontu przeniesiony do Departamentu II Jazdy jako Wydział IV Remontu.
Struktura organizacyjna i obsada personalna Departamentu II Jazdy (Kawalerii) w okresie VIII 1923 – VIII 1925:
- szef – gen. Jerzy Adam Bieliński
- Wydział I Jazdy – płk Erazm Stablewski
- Wydział II Wojsk Taborowych – płk Wiktor Raczyński
- Wydział III Służby Weterynaryjnej – płk Józef Gabriel Malewski
- Wydział IV Remontu – ppłk Eugeniusz Grabowski

Obsada personalna Wydziału Taborowego Departamentu II Kawalerii 1 X 1925 r.
- szef wydziału – płk tab. Aureliusz Passella
- oficer sztabowy – mjr Zygmunt Rawski
- oficer sztabowy – mjr Jan Maetschke
- oficer sztabowy – rtm. Kazimierz III Łukasiewicz
- oficer sztabowy – rtm. Władysław Mączka
- oficer sztabowy – Stanisław Roman Reklewski
- oficer młodszy – por. Henryk Wilczek

Obsada personalna Wydziału VI Taborowego Departamentu Intendentury
- szef wydziału – ppłk tab. Konstanty Stamirowski
- oficer sztabowy – mjr Jan Aleksander Maetschke
- oficer – rtm. Marian Józef Czerkawski
- oficer – rtm. Stanisław Tutaj
- oficer – rtm. Władysław Mączka
- oficer – rtm. Stanisław Roman Rekiewski
- oficer – rtm. Zdzisław Józef Erzepki